# Canto das almas
O canto das almas ou encomendação das almas é uma tradição popular católica secular, frequente em Portugal e Espanha desde, pelo menos, o século XVII, de onde se propagou ao Brasil. É característico da Quaresma, embora também seja cantado no dia de finados (vide pão-por-Deus) e no ano-novo (em combinações diversas com janeiras e reisadas). Segundo o fotógrafo e pesquisador Guy Veloso, esta tradição está presente nas 5 regiões do Brasil .

## Em Portugal

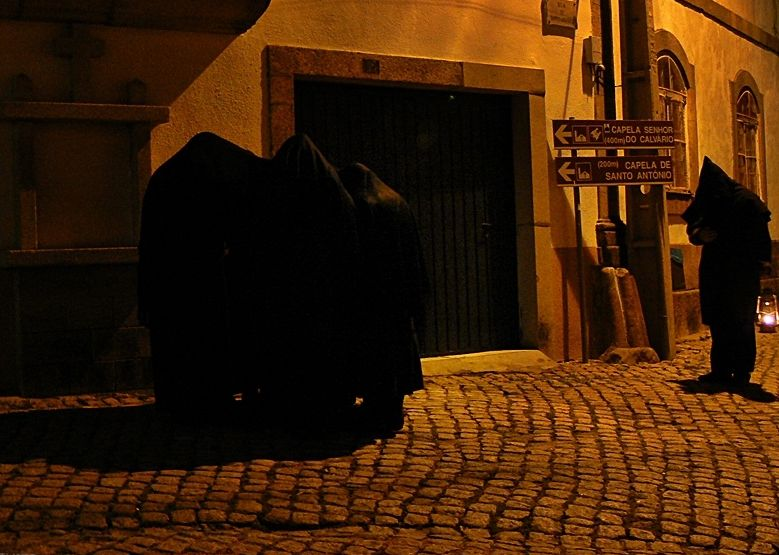
Grupo de populares de Proença-a-Velha a cantar a encomendação das almas.

Em Portugal as tradições são bastante distintas de região para região. Em alguns locais, pode ser classificado como um peditório ritualizado no qual um grupo de populares, vestidos de negro, percorre as casas da localidade, geralmente durante a noite, cantando orações numa melodia fúnebre de forma a condoer os habitantes a efetuar donativos (e orações) pelas almas do purgatório (para que as almas possam ascender ao Céu). Este ato era promovido através de indulgências especiais. Noutras localidades, não se visitavam casas, mas efetuava-se o canto em locais centrais, elevados ou em procissão pelas ruas, para que os paroquianos o escutassem e orassem pelas almas.
Este fenómeno definhou em meados do século XX, sobrevivendo hoje em dia em poucas localidades lusas. Contudo, tem sido alvo de tentativas de revivalismo.